# McPixel
『McPixel』（マクピクセル）は、ポーランドのゲームクリエイターであるMikolaj Kamiński（「Sos Sosowski」の名前でも知られる）が開発し2012年6月25日に発売したポイント・アンド・クリック方式のアドベンチャーゲーム。続編として『McPixel 3』がDevolver Digitalより2022年11月14日（日本時間では11月15日）に発売された。

## 概要
主人公の人物McPixelが様々なシチュエーションにおいて、20秒以内に爆発する爆弾を爆発前に処理していくというシンプルな内容。ただし、ミッションの失敗、成功のシチュエーションは非常に荒唐無稽で馬鹿馬鹿しいノリのものばかりになっている。例えば、ディスコのステージでは、床に落ちているリンゴをターンテーブルに乗せると爆発して失敗するが、ターンテーブルを蹴飛ばすとレコードが客にぶつかり、その客がレコードを投げつけて別の客のアフロヘアーに当たると中に隠れていた爆弾が画面外に飛んでいってミッション成功となる。
『McPixel 3』はシリーズ2作目でありながらタイトルが『3』となっており、『2』は存在しない。これについて、発売元のDevolver Digitalの公式Twitter英語アカウントでは「NO COMMENT」、日本語アカウントでは「『McPixel 2』は出来がイマイチだったのでプレイせずに忘れてもらって大丈夫です」と、冗談めいたコメントをしている。一方、『McPixel 3』はSteam / Xbox Series X/S / Nintendo Switch向けに発売されたが、PVの中では、冗談か本気かは不明だが、Raspbian（Raspberry Pi OS）やMicrosoft Windows NT、Microsoft Windows 95が対応プラットフォームとして表記されている。

## リリースと評価
McPixelはPCバージョンで100点中76点という高い評価をMetacriticで受けた。また、iOSバージョンでは100点中83点という評価を受けた。
The Verge は10点中8点を与え、「McPixelはパロディーのパロディである。しかし、それは奇妙で、グローサーで、笑えてはるか冒涜的だ。」と述べた。
ゲームの製作者、開発者であるMikolaj"Sos"Kamińskiは「その時、McPixelに注意を駆動する最大の力があったのは『Let's Play』の動画で、その中でもJesse CoxとPewDiePieが最高だった。」と発言した。Sosは彼がゲームを販売するパイレーツベイでの著作権侵害を促進した。彼はMcPixelはRedditのポストから無断配布されていたことを知った。このイベントに伴い、McPixelは、これまででパイレーツベイによって承認された最初のゲームとなった。
2012年9月の時点で、McPixelは3056本を売り上げた。また、このゲームはSteam Greenlightを介してリリースされた最初のゲームであった。
2013年8月15～22日の間に、McPixelは189,927個を販売し、Humble Bundleの週間セール（PewDiePieの主催）で他の4つのゲームと一緒に並んで発売された。
2013年10月の時点では、Linux版は存在するが、Steamではまだ使用できない。Kamińskiは、Adobe Airランタイムは、Steamを介して使用することができないためであるとスチームフォーラムで述べている。この問題と他の問題を解決するために、Kamińskiは、Adobe Airを使用しないようにエンジンを書き換えると述べている。Kamińskiは、2013年6月17日に書き換えを行うと発表し、2013年の8月または9月に終わりたいと述べていたが、2014年9月の時点でまだニュースは無い。